# Polichromia (pracownia artystyczna)
Polichromia – polska pracownia artystyczna, witrażowa i polichromiczna, działająca w latach 1912-1948.

## Dzieje
Pracownia została założona w Poznaniu w 1912 przez, będących wówczas po studiach artystycznych, Henryka Jackowskiego-Nostitza i Wiktora Gosienieckiego. W pierwszych latach działania wykonywano drobne prace, a rozgłos pracowni przyniósł wyjątkowo dobrze odebrany przez środowisko artystyczne, remont Złotej Kaplicy w katedrze poznańskiej.
Początkowo pracownia mieściła się przy ul. Dolnej Wałowej 10a i zatrudniała około dziesięciu stałych pracowników oraz uczniów (rysowników, malarzy na szkle, szklarzy, a także piecowych). Sezonowo zatrudniano jeszcze około dziesięciu dodatkowych osób. Nie są znane nazwiska osób działających w pracowni w tych latach, jednak wiadomo, że praktykował tam m.in. Władysław Skotarek.

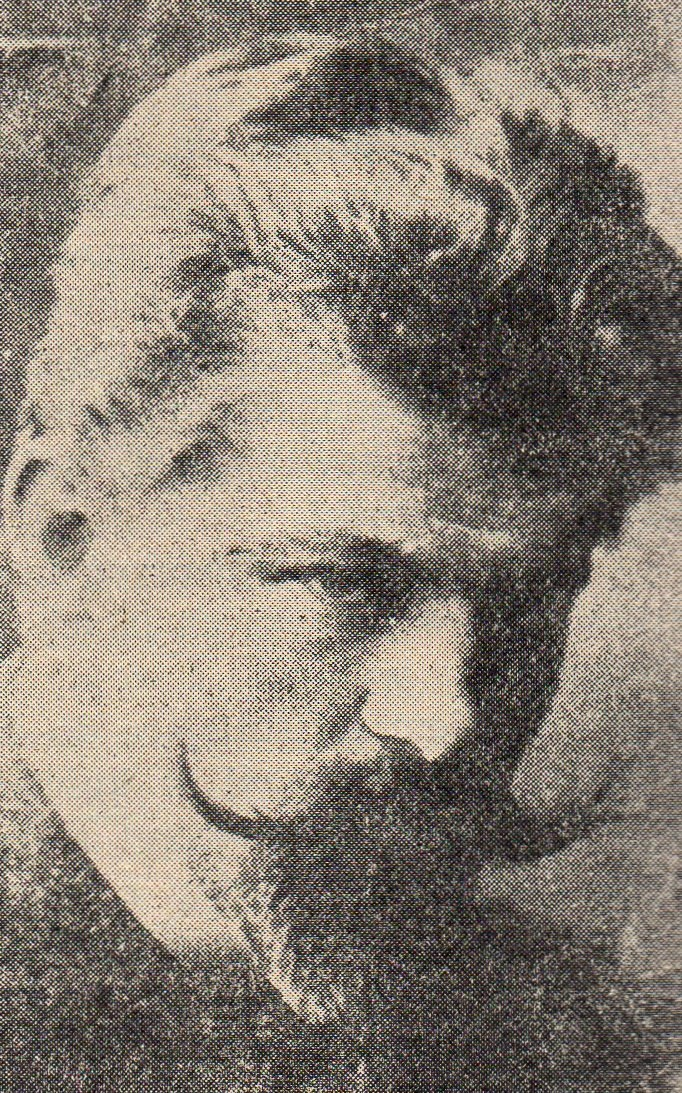
Henryk Jackowski-Nostitz – główny projektant pracowni

Mimo wybuchu I wojny światowej pracownia nie przerwała działalności, co najmniej do 1916. W 1918 Jackowski powrócił do Poznania po dezercji z armii pruskiej na stronę Francji. Posiadał ze sobą pewien kapitał, zarobiony na publikacji satyrycznych rysunków dotyczących politycznej sytuacji w Europie tamtych czasów (wydał je m.in. jako pocztówki). Kapitał ten postanowił zainwestować w rozwój Polichromii. W 1919 ze spółki wyszedł Gosieniecki, zajmując się pracą wykładową w Szkole Sztuk Zdobniczych. Jackowski poprowadził firmę samodzielnie, zatrudniając jednak do pomocy w malowaniu rodzinę Pacholskich z Bydgoszczy. W tym też mieście wykonał kilka dużych zleceń polichromicznych w latach 1922-1925. W 1926 do spółki przystąpił Antoni Rejman (architekt), który zreorganizował i rozwinął zakład przenosząc go na ul. Babińskiego 6 (obecnie Wolnica). W tym okresie wykonywano dużą liczbę zleceń zarówno do obiektów sakralnych, jak i świeckich. Podczas PeWuKi (1929) Polichromia posiadała własną ekspozycję w Pałacu Sztuki (m.in. tryptyk Ukrzyżowanie i witraż Jackowskiego Sceny z życia Chrystusa, który otrzymał Wielki Srebrny Medal wystawy). 
W latach 20. XX wieku pracownia w perfekcyjny sposób opanowała techniki produkcyjne. Użytkowano też najwyższej jakości surowce, np. szkło antyczne w ponad stu odcieniach sprowadzano z Niemiec i Francji, a srebro z Czechosłowacji. Również stan finansowy zakładu był bardzo dobry. Zakupiono też nowe budynki zlokalizowane przy ul. Dąbrowskiego 79 i Piaskowej 3 (Garbary), a zespół zasilali obiecujący absolwenci Szkoły Zdobniczej, z których część na długo pozostawała w Polichromii (m.in. Józef Oźmin, Jan Piasecki, Wacław Piotrowski), a część otwierała własne przedsiębiorstwa (m.in. Stanisław Powalisz, czy Wacław Taranczewski). Wykonywano również witraże według projektów Karola Zyndrama Maszkowskiego, Stanisława Wyspiańskiego i Józefa Mehoffera. Osobiście witraż zamówił m.in. Józef Haller. Dobrej passy nie przerwał firmie nawet wielki kryzys lat 30. XX wieku. 
2 września 1939 zakład został zamknięty przez Rejmana (Jackowski udał się wcześniej na wezwanie mobilizacyjne). Rejman zmarł w 1940 we własnym domu na Chartowie, po wcześniejszej ucieczce z łapanki. Podczas okupacji hitlerowskiej, a zwłaszcza podczas walk o Poznań w 1945 większość poznańskich dzieł wykonanych przez zakład uległa zagładzie. Zachowały się w dużej mierze ich zdjęcia autorstwa Romana Ulatowskiego. 
W 1945 Jackowski powrócił do Poznania, ale zastał bardzo zdewastowane pomieszczenia zakładowe i niewielki zapas szkła. Postanowił wznowić działalność, tym razem w pomieszczeniach przy ul. Daszyńskiego 37. Współwłaścicielem był wtedy architekt Zygmunt Derda, a na krótko Józef Oźmin. Jackowski wspomagał uruchomienie pieców do wypalania szkła na terenie fabryki obrabiarek Wiepofama. Pracownia szybko zbierała nowe zamówienia, jednak nie nabrała już takiego rozpędu, jak w okresie przedwojennym, czego przyczynę należy upatrywać w brakach surowcowych – szkła, srebra i wysokojakościowych farb. Jackowski zmarł 15 marca 1948 na dusznicę bolesną, a pracownię krótko prowadził dalej sam Derda. W 1948 zakończyła ona działalność, a ruchomości sprzedała Akademii Sztuk Pięknych w 1949 dziedzicząca je siostrzenica Jackowskiego – Janina Drozd.

## Realizacje
Pracownia zrealizowała w swoich dziejach ponad trzysta witraży, głównie projektu Henryka Jackowskiego-Nostitza i ponad 50 polichromii (głównie sakralnych). Do dziś zachowało się 9 polichromii, 64 witraże sakralne i 5 witraży gabinetowych w obiektach prywatnych. 
Do realizacji Polichromii należały m.in.:
- restauracja Złotej Kaplicy w katedrze poznańskiej (dzieła zachowane),
- witraże w kościele w Lusowie (1916),
- polichromie i obrazy dla kościoła klarysek w Bydgoszczy,
- witraże i polichromie w farze bydgoskiej,
- witraże w kaplicy szpitalnej MB Nieustającej Pomocy w Bydgoszczy,
- polichromia kościoła w Miłosławiu,
- witraże i polichromie pałacu biskupiego w Pelplinie,
- polichromie i witraże w kościele w Lwówku,
- polichromia fary ostrowskiej,
- witraże dla kościołów w: Gnieźnie, Górce Duchownej, Inowrocławiu, Koszutach, Opatowie, Wrześni, Białężynie, Brusach, Kościerzynie, Nakle nad Notecią, Niepruszewie, Kamionnej, Strzałkowie, Śmiglu,
- witraże w willi Stefana Cybichowskiego w Poznaniu,
- wystrój stoiska na PeWuCe,
- lampy witrażowe dla kościoła w Królewskiej Hucie,
- witraż dla kościoła w Pucku (prawdopodobnie) z zamówienia Józefa Hallera,
- witraże ornamentalne do prezbiterium w kościele św. Marcina w Poznaniu,
- witraże dla kościoła św. Wojciecha w Poznaniu (częściowo zachowane),
- witraże dla kościoła św. Jana Vianneya w Poznaniu (częściowo zachowane),
- witraże dla kościoła św. Jana Jerozolimskiego za murami w Poznaniu,
- witraże w kościele Najświętszego Serca Jezusa i św. Floriana w Poznaniu (częściowo zachowane),
- witraże i polichromie dla banków w Poznaniu, Katowicach i Warszawie,
- witraże i polichromie dla pałaców w: Bierzgłowie, Czerniejewie, Nieświeżu, Ożarowie,
- polichromia w Teatrze Wielkim w Poznaniu,
- witraż w kawiarni Cristal w Poznaniu[1].